# HBE1
HBE1 (англ. Hemoglobin subunit epsilon 1) – білок, який кодується однойменним геном, розташованим у людей на короткому плечі 11-ї хромосоми. Довжина поліпептидного ланцюга білка становить 147 амінокислот, а молекулярна маса — 16 203.
| 10         |  | 20         |  | 30         |  | 40         |  | 50         |
| ---------- |  | ---------- |  | ---------- |  | ---------- |  | ---------- |
| MVHFTAEEKA |  | AVTSLWSKMN |  | VEEAGGEALG |  | RLLVVYPWTQ |  | RFFDSFGNLS |
| SPSAILGNPK |  | VKAHGKKVLT |  | SFGDAIKNMD |  | NLKPAFAKLS |  | ELHCDKLHVD |
| PENFKLLGNV |  | MVIILATHFG |  | KEFTPEVQAA |  | WQKLVSAVAI |  | ALAHKYH    |

A: Аланін

C: Цистеїн

D: Аспарагінова кислота

E: Глутамінова кислота

F: Фенілаланін

G: Гліцин

H: Гістидин

I: Ізолейцин

K: Лізин

L: Лейцин

M: Метіонін

N: Аспарагін

P: Пролін

Q: Глутамін

R: Аргінін

S: Серин

T: Треонін

V: Валін

W: Триптофан

Кодований геном білок за функцією належить до фосфопротеїнів. 
Задіяний у таких біологічних процесах, як транспорт, транспорт кисню. 
Білок має сайт для зв'язування з іонами металів, іоном заліза, гемом. 